# 默倫采伊鄉
44°14′21″N 24°27′43″E / 44.2391°N 24.4620°E
默倫采伊鄉（羅馬尼亞語：Comuna Mărunței, Olt），是羅馬尼亞的鄉份，位於該國南部，由奧爾特縣負責管轄，面積60平方公里，海拔高度131米，2007年人口4,539，人口密度每平方公里75人。